# Театр «Ведмідь»
Театр «Ведмідь» (Товариство лірико-комічної опери під управлінням М. Ю. Медведєва) — музично-драматичний театр, заснований 1906 року в Києві антрепренером і відомим оперним тенором Михайлом Юхимовичем Медведєвим (1852—1925).

## Загальні відомості
З 1905 року відомий оперний співак Михайло Медведєв вів педагогічну роботу в Києві, відкривши у приміщенні Театру Геймана «Вищі оперні й драматичні курси з обов'язковим інструментальним відділенням», які діяли до 1917 року.
Випускниками курсів були — бас Григорій Пирогов (1885—1931), знаний драматург-режисер Всеволод Мейєргольд.
Силами учнів курсів Михайло Медведєв спільно з Музично-драматичною школою М. Лисенка з 1906 року ставив музично-драматичні і драматичні спектаклі в приміщенні Театру Геймана.
В народі театр Медведєва називали «Театр Ведмідь».
2010 року в театрі працював головним капельмейстером і режисером — А. А. Тонні.
Театр існував до 1915 року.